# Bundesjugend für Computer, Kurzschrift und Medien
Die Bundesjugend für Computer, Kurzschrift und Medien (BJCKM) mit Sitz in Butzbach ist die Jugendorganisation im Deutschen Stenografenbund (DStB) und ein unabhängiger, parteipolitisch und konfessionell ungebundener, bundesweit anerkannter Jugendverband in Deutschland. Die BJCKM kooperiert mit anderen Jugendverbänden und unterstützt die Aufgaben des Deutschen Stenografenbundes und den ihm angehörenden Vereinen. Neben der fachlichen Arbeit in den Bereichen Kurzschrift, Tastschreiben und Textverarbeitung wird seit 1974 jährlich das Bundesjugendschreiben (BJS) durchgeführt, eines der größten Wettschreiben in Deutschland.

## Aufbau und Organisation
Mitglieder der Bundesjugend sind die Jugendverbände der jeweiligen dem DStB angehörenden Verbände:
| Jugendverband                             | Bundesländer                              |
| ----------------------------------------- | ----------------------------------------- |
| Bayerische Stenografenjugend              | Bayern                                    |
| Hessische Stenografenjugend               | Hessen                                    |
| Jugendverband Computer und Medien (JuCoM) | Nordrhein-Westfalen                       |
| Norddeutsche Stenografenjugend            | Niedersachsen Schleswig-Holstein          |
| Nordwestdeutsche Stenografenjugend        | Niedersachsen                             |
| Ostdeutsche Stenografenjugend             | Brandenburg Berlin Sachsen-Anhalt Sachsen |
| Südwestdeutsche Stenografenjugend         | Baden-Württemberg Rheinland-Pfalz         |
| Thüringer Stenografenjugend               | Thüringen                                 |

1. ↑  Die aufgezählten Bundesländer beziehen sich auf die (überwiegende) Herkunft der Mitgliedsvereine.

Innerhalb der BJCKM werden die Jugendorganisationen der Verbände durch Delegierte vertreten. Die Organisation der BJCKM wird eingeteilt in die Delegiertenversammlung und die Bundesjugendleitung, die aus einem Bundesjugendleiter, zwei Stellvertretern und einem Bundesjugendrechner besteht. Die Delegiertenversammlung tagt einmal jährlich im Frühling und wird durch das Herbsttreffen ergänzt, bei dem in informellerem Umfeld die Arbeit der BJCKM besprochen wird.

## Ziele
Ziel der Bundesjugend für Computer, Kurzschrift und Medien ist es, außerschulische Bildung im Sinne von jugendpflegerischen Aufgaben im Bereiche der berufsorientierten, der kulturellen, der sportlichen und der politischen Bildung sowie der internationalen Jugendarbeit zu betreiben. Durch Seminare, Lehrgänge, Studienreisen, Wettkämpfe, Fachtagungen, Vortrags- und Diskussionsveranstaltungen will die BJCKM nicht nur die fachlichen Kompetenzen im Bereich Texterfassung fördern, sondern die Jugendlichen auch unterstützen, „ihre wirtschaftlichen, sozialen und politischen Interessen selbständig zu bestimmen und auf allen Ebenen des gesellschaftlichen Lebens wahrzunehmen“.

## Tätigkeitsfelder
Neben diversen jugendpflegerischen Angeboten ist die BJCKM bei den Deutschen Meisterschaften in Kurzschrift, Texterfassung, Textbearbeitung und Professioneller Textverarbeitung vertreten. Daneben nehmen die Mitglieder auch an den Weltmeisterschaften der Intersteno teil, um internationale Kontakte in anderen Jugendverbänden zu pflegen. Überdies wird das Bundesjugendschreiben (BJS) jährlich von der BJCKM organisiert und dezentral in den Vereinen und Schulen durchgeführt. Die Teilnehmer treten in den Disziplinen Kurzschrift, Tastschreiben, Staffelschreiben, Textbearbeitung und Tabellenkalkulation gegeneinander an. Die Sieger in den verschiedenen Altersklassen und Disziplinen werden zur jährlichen Siegerehrung in wechselnden Orten eingeladen. Im Jahr 2017 fand diese in Bonn statt, im Jahr 2018 im Landschaftspark Duisburg-Nord. Für das Jahr 2019 ist angestrebt, die Siegerehrung in Münster durchzuführen.

## Geschichte
Die BJCKM, die sich bis 2007 Deutsche Stenografenjugend (DStJ) nannte, ging aus dem 1896 gegründeten „Studienkreis für Kurzschrift“ am Steglitzer Gymnasium, dem späteren Stenografenverein Berlin-Steglitz, hervor. Nach der Wiedergründung des 1868 erstmals gegründeten Deutschen Stenografenbundes am 21. September 1947 in Gelsenkirchen-Buer, wurde 1968 eine Jugendordnung ins Leben gerufen, die im Laufe der Jahre mehrmals geändert wurde. 1976 hatte die Deutsche Stenografenjugend 75.000 Mitglieder.

## Mitarbeiter
Der Vorstand der BJCKM arbeitet ehrenamtlich. Gleichwohl wurde die Arbeit der BJCKM viele Jahre durch einen hauptamtlichen Jugendbildungsreferenten unterstützt. Nach der Einstellung der finanziellen Unterstützung durch das Bundesministerium für Familie, Senioren, Frauen und Jugend musste dieser Posten aufgegeben werden, sodass heute die gesamte Arbeit der BJCKM durch ehrenamtliche Mitarbeiter geleistet wird.
Die Bundesjugendleiter der heutigen BJCKM nach dem Zweiten Weltkrieg waren Prof. Dr. Fischer (bis 1956), Paul Beutmann (1956–1965), Max Stolle (1965–1971), Konrad Wiendl (1971–1973), Karlheinz Lang (1973–1977), Regine Bolhuis (1977–1981), Gerd Ortmann (1981–1985), Edelgard Rath-Voigt (1985–1989), Dieter Grevelhörster (1989–1991), Stefanie Wiele (1991–1993), Waltraud Kummerhove (1993–1994), Jürgen Deimann (1994–1998), Jochen Schönfeld (1998–2010), Tim Schäck (2010–2014), Thorsten Kempermann (2014–2016) und Roman Hoos (2016–2024). 2024 hat die Delegiertenversammlung Zoe Maria Grendel zur Bundesjugendleiterin gewählt.